# あなたへの愛
「あなたへの愛」（あなたへのあい、英語: LOVE FOR YOU（ラブ・フォー・ユー））は、日本の歌手である沢田研二の5枚目のシングルである。
1973年1月1日にポリドール・レコードより発売された。

## 収録曲
- 全作詞:安井かずみ

1. あなたへの愛 - Love For You （3分08秒）
  - 作曲:加瀬邦彦／編曲:東海林修
2. 淋しい想い出 - Love's Gone （3分01秒）
  - ／作曲・編曲:川口真

## 参加ミュージシャン
ケニー・ウッド・オーケストラ

## カバー
あなたへの愛
- キャンディーズ（1973年、アルバム『あなたに夢中〜内気なキャンディーズ〜』収録）